# Rhinoceros 3D
Rhinoceros 3D (oftmals abgekürzt als Rhino oder Rhino3D) ist eine Software für die computergestützte 3D-Modellierung und das rechnergestützte Konstruieren (computer-aided design).

## Überblick
Das Programm wurde vom 1980 gegründeten amerikanischen Unternehmen Robert McNeel & Associates entwickelt und arbeitet im Gegensatz zu anderen vergleichbaren Programmen mit NURBS-Modellierung. Dadurch können beliebige Kurven und Flächen, anders als in Programmen mit polygonbasierter Modellierung, sehr präzise dargestellt werden. Diese Formen werden bei der Verwendung von Rhinoceros im programmeigenen .3dm-Format gespeichert.
Das Programm Rhinoceros findet in vielen Bereichen Anwendung. Es wird beispielsweise in der CAD, CAM, im Rapid Prototyping, im 3D-Druck, im Produktdesign und im Grafik- und Multimediadesign genutzt.
Rhinoceros wurde sowohl für Windows- als auch für OS-X-Betriebssysteme entwickelt.
Die aktuelle Version auf beiden Betriebssystemen ist Rhinoceros 8, erschienen im November 2023.

## Schnittstellen
Rhinoceros unterstützt eine breite Auswahl an Dateiformaten für den Import und Export von CAD- und Grafikformaten.

### Unterstützte Dateiformate
| • .3ds                           | • AI               | • BMP                                    |
| • CSV (Export von Eigenschaften) | • DirectX          | • DWG/DXF (AutoCAD 200x, 14, 13, und 12) |
| • FBX                            | • GHS              | • GTS                                    |
| • IGES                           | • KML              | • LWO                                    |
| • Microstation DGN               | • OBJ              | • PLY                                    |
| • POV                            | • RIB              | • SAT (ACIS, nur Export)                 |
| • SketchUp                       | • SLC              | • STL                                    |
| • SolidWorks SLDPRT and SLDASM   | • STEP             | • TGA                                    |
| • TIFF (unkomprimiert)           | • UDO              | • VDA                                    |
| • VRML                           | • X_T (nur Export) |                                          |

Durch Plug-ins lassen sich folgende weiteren Dateiformate mit Rhinoceros verwenden:
| • 3DPDF      | • ACIS            | • Autodesk Inventor |
| • CATIA V4   | • CATIA V5        | • CATIA V6          |
| • CGR        | • Creo Parametric | • JT                |
| • Parasolid  | • PLMXML          | • Solid Edge        |
| • Siemens NX |                   |                     |

Beim Import von Dateien, die nicht dem programmeigenen Format .3dm entsprechen, werden diese vor der Möglichkeit zur Bearbeitung zunächst konvertiert. Geometrien üblicher CAD-Formate werden dem in Rhinoceros geöffneten Modell hinzugefügt.